# Siarhiej Kasnauskas
Siarhiej Kasnauskas, biał. Сяргей Каснаускас (ur. 4 kwietnia 1961) – białoruski lekkoatleta specjalizujący się w pchnięciu kulą. W czasie swojej kariery reprezentował Związek Socjalistycznych Republik Radzieckich.
Największy sukces na arenie międzynarodowej odniósł w 1979 r. w Bydgoszczy, zdobywając brązowy medal mistrzostw Europy juniorów (z wynikiem 18,03 m; za Remigiusem Machurą i Andreasem Hornem). W 1984 r. zwyciężył w Moskwie w zawodach „Przyjaźń-84” (z wynikiem 21,64 m) oraz zdobył tytuł halowego mistrza Związku Radzieckiego (z wynikiem 21,46 m).
Rekordy życiowe w pchnięciu kulą (przez lata także rekordy Białorusi):
- na otwartym stadionie – 22,09 – Mińsk 23/08/1984
- w hali – 21,46 – Moskwa 19/02/1984 – najlepszy wynik na świecie w sezonie halowym 1984[4]